# Fredslilje
Fredslilje (Spathiphyllum wallisii) er en almindelig stueplante af Arum-familien. Betegnelsen ses dog også anvendt om mindre almindelige arter som f.eks. Spathiphyllum kochii eller i det hele taget om stueplanter af slægten Spathiphyllum.

## Udseende
Planten har aflangt ovale, tilspidsede, blanke, mørkegrønne blade og den for arum-familien så karakteristiske blomsterstand bestående af et højblad (eller hylsterblad) der er kridhvidt og en kolbe der er gul, gullighvid eller cremefarvet. Modsat den lignende Kalla ses andre farver på hylsterbladet uhyre sjældent. Slægtens videnskabelige navn refererer i øvrigt til netop blomsterstanden da hylsterbladet på latin betegnes spatha.

## Oprindelse og vækst
Planten stammer oprindeligt fra Mellemamerika og det nordlige Sydamerika og trives i let til fuld skygge, i vækstperioden med rigelig vanding.